# Javier Solana
Javier Solana de Madariaga, (Madrid, 14. srpnja 1942.), španjolski je političar član španjolske socijalističke stranke, i profesor fizike. U periodu 1999. – 2009. obnašao je dužnost glavnog tajnika Vijeća Europske unije i Visog predstavnika Unije za vanjske poslove i sigurnosnu politiku ("glasnogovornik EU-a"), a bio je i generalni tajnik Zapadnoeuropske unije. U periodu 1995. – 1999. Solana je obnašao dužnost glavnog tajnika Nato-a.

## Životopis
Rođak njegove bake bio je poznati španjolski diplomat i spisatelj Salvador de Madariaga. Njegova baka bila je poznata poduzetnička povjesničarka Constance Archibald de Madariaga. Njegova majka, Nieves Hayat de Madariaga Mathews, radila je preko 20 godina u FAO-u i objavila je 1996. knjigu o Francisu Baconu. Solanin djed bio je pisac Don Ezequiel Solana Ramirez. Solanin stariji brat Luís Solana de Madariaga bio je direktor španjolskog telefonskog poduzeća. 
Od 1959. studirao je na Madridskom sveučilištu i doktorirao je fiziku. Bio je izbačen sa studija 1963. zbog svojih aktivnosti u pokretu protiv diktatora Franca 
a 1964. postaje članom španjolske socijalističke stranke. Solana je preselio u Nizozemsku a poslije u Ujedinjeno Kraljevstvo. Dugo vremena živio je i u SAD-u uz pomoć Fulbright-stipendije. Doktorirao je 1968. na Sveučilištu Virginia a zatim se bavio istraživačkim radom i bio je predavatelj do 1971. kada se vraća u Španjolsku. Profesor postaje 4 godine poslije u Madridu. 
Izabran je u parlament 1977. kao član Španjolske socijalističke radničke stranke, predstavljajući sindikat nastavnika. Obnašao je dužnost ministra kulture od 1982., u vladi Felipea Gonzáleza, koji mu je bio blizak prijatelj, a 1988. postaje ministar obrazovanja. Nekoliko godina je bio i glasnogovornik španjolske vlade. Ministar vanjskih poslova postaje 1992., i bio je na ovoj dužnosti kada je Španjolska bila predsjedavajuća u EU-u 1995. Solana je organizirao konferenciju u Barceloni u studenom, kojom dobiva međunarodno priznanje. Nekoliko tjedana poslije imenovan je generalnim tajnikom NATO-a, nasljedivši na tom položaju Willya Claesa koji je podnio ostavku na tu dužnost zbog korupcijskog skandala.
Solana je oženjen s Concepción Giménez, kćeri jednog Francovog generala. Ima dvoje odrasle djece.

## Vanjske poveznice
|  | Zajednički poslužitelj ima još gradiva o temi Javier Solana |

| Prethodnik Francisco Fernández Ordóñez | Ministar vanjskih poslova Španjolske 1992. – 1995. | Nasljednik Carlos Westendorp |